# Chaperiopsis tropica
Chaperiopsis tropica is een mosdiertjessoort uit de familie van de Chaperiidae. De wetenschappelijke naam van de soort is, als Chaperia tropica, voor het eerst geldig gepubliceerd in 1909 door Waters.